# Васюганське болото
Васюга́нське боло́то (рос. Васюга́нские боло́та) — одне з найбільших боліт у світі, розташовані в межиріччі Обі і Іртиша, на теренах Васюганської рівнини, що знаходиться в межах Томської, Новосибірської і Омської областей.
Площа боліт 53 тис. км² (для порівняння: площа Швейцарії — 41 тис. км²), протяжність із заходу на схід — 573 км, з півночі на південь — 320 км, координати — від 55°40 до 58°60 пн. ш. і від 75°30 до 83°30 сх. д.
Васюганське болото виникло 9 000 років тому, займало площу «всього» в 45 000 км² і складалося з 19 окремих ділянок. Дотепер усі 19 раніше самостійних боліт перетворилися на один величезний масив, і процес цей далеко не закінчений. Встановлено, що зростання трясовини продовжується і в даний час. Болота є основним джерелом прісної води в регіоні (запаси води — 400 км²), тут розташовано близько 800 тисяч невеликих озер, безліч річок беруть початок з болота.

## Річки
- Ава
- Бакчар
- Великий Юган
- Васюган
- Дем'янка
- Ікса
- Кенга
- Нюролька
- Малий Юган
- Омь
- Парабель
- Парбіг
- Тара
- Тартас
- Туртас
- Туй
- Уй
- Чая
- Чертала
- Чижапка
- Чузик
- Шегарка
- Шиш

Розвідані запаси торфу складають понад 1 млрд тонн, середня глибина залягання — 2,4 м, найбільша — 10 м.